# Меши (башенный комплекс)
Меши  — башенный комплекс на южном склоне горы Харсакорт в Чеченской Республике. Примерно датируется XIV—XVIII вв.

## География
Меши располагается на самом западе Малхистинского ущелья: по южному хребту проходит граница с Грузией, а по северо-западному хребту — с Ингушетией. Башенный комплекс располагается в Итум-Калинском районе. Рядом расположены другие башенные комплексы; Терта, Итал-чу, Икал-чу, Бенесты. Находится на высоте 1700 метров над уровнем моря.

## История
Первое упоминание архитектурно археологических памятников Малхисты было приведено А. Л. Зиссерманом ещё в 1848 году, который ограничился лишь упоминанием о том, что у каждого селения расположены башни.
После упоминание башен приведено К. Ф. Ган, побывавшего там в 1897 году. Им в частности приведено описание башен селения Меши.
В конце 1927 — начале 1928 года на территории Итум-Калинского района проводил исследования австрийский ученый-этнолог Бруно Плечке. Он осмотрел в Майсте башни с петроглифами, «город мертвых» Васеркел, Цекалойские башни, замковый комплекс в селе Пого, состоящий из боевой и нескольких жилых башен.
В 1929 году майстинские памятники изучил А. В. Уэльс, зафиксировавший здесь более 55 склепов, 12 башен (в основном боевых), 3 святилища, одно из которых в селении Пого называлось Акача. Он же описал большое святилище (храм) на территории некрополя Васеркел.
С 1958 года верховья реки Чанты-Аргун стали зоной изучения Горного (Аргунского) отряда Северо-Кавказской экспедиции — Института археологии АН СССР под руководством В. И. Марковина.

## Описание
Башенный комплекс состоит из двух частей. В одну из них входят две башни высотой четыре и пять этажей и их каменные пристройки, построенные на крутом склоне из обработанного песчаника на известковом растворе. Пятиэтажная боевая башня имеет пирамидальную крышу. Под ней устроен небольшой погреб. В башне сохранились остатки деревянных перекрытий. На верхнем этаже видны остатки четырёх машикулей, располагавшихся на каждой грани башни. Четырёхэтажная полубоевая башня и пристройка к ней частично обрушились.
Второй комплекс, расположенный на другом берегу ручья, построен на скалистом выступе из сланцевых плит, соединённых глиняным раствором. Комплекс в плане имеет вид трапеции, сужающейся от фасада к тыльной стороне здания. Скала вдавалась внутрь четырёхэтажной башни, занимая место на первом и втором этажах. Нижний этаж имеет небольшие окна и вход с юго-восточной стороны. Перекрытия нижних этажей опираются на выступы стен, пилястры, прислонённые к выступам и два столба, стоящих внутри башни. Третий этаж был жилым. Он имел большие окна и высокий потолок. Стены имели глиняную обмазку. Перекрытие третьего этажа опиралось на угловые связки, выступы боковых стен и продольные деревянные балки. Четвёртый этаж был выполнен в виде полуоткрытой веранды с четырьмя большими прямоугольными амбразурами, выходившими в долину реки Меши-хи, и пологой кровлей.
На левом берегу впадающего в Меши-хи ручья расположены остатки двух склепов с пирамидально-ступенчатой кровлей. Один из них имеет один ярус с фасадной восточной стеной. Второй — двухъярусный, построенный из обработанных камней. Стены имеют белый цвет, так как при строительстве широко использовался известковый раствор. Первый ярус имеет вход с восточной стороны, а на второй — с западной. Толщина стен составляет около полуметра.
Комплекс имеет своеобразную архитектуру и является ярким примером монументального средневекового строительства региона, сочетающего в себе оборонительные и жилые функции.

## Галерея

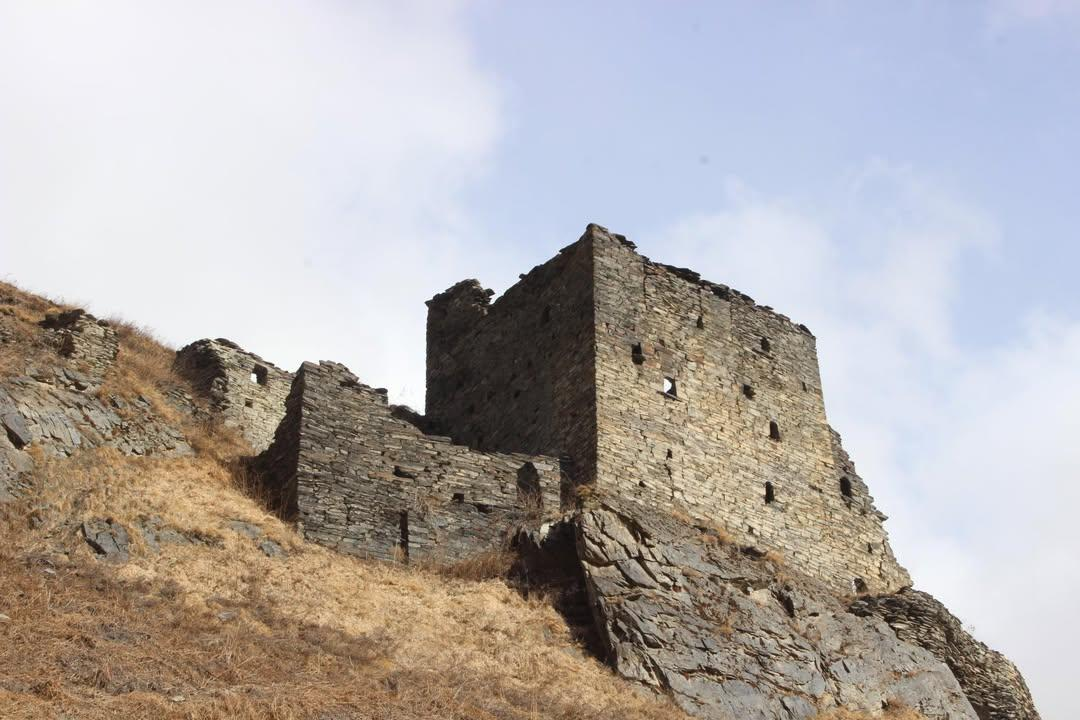
Башни в Меши (второй комплекс)
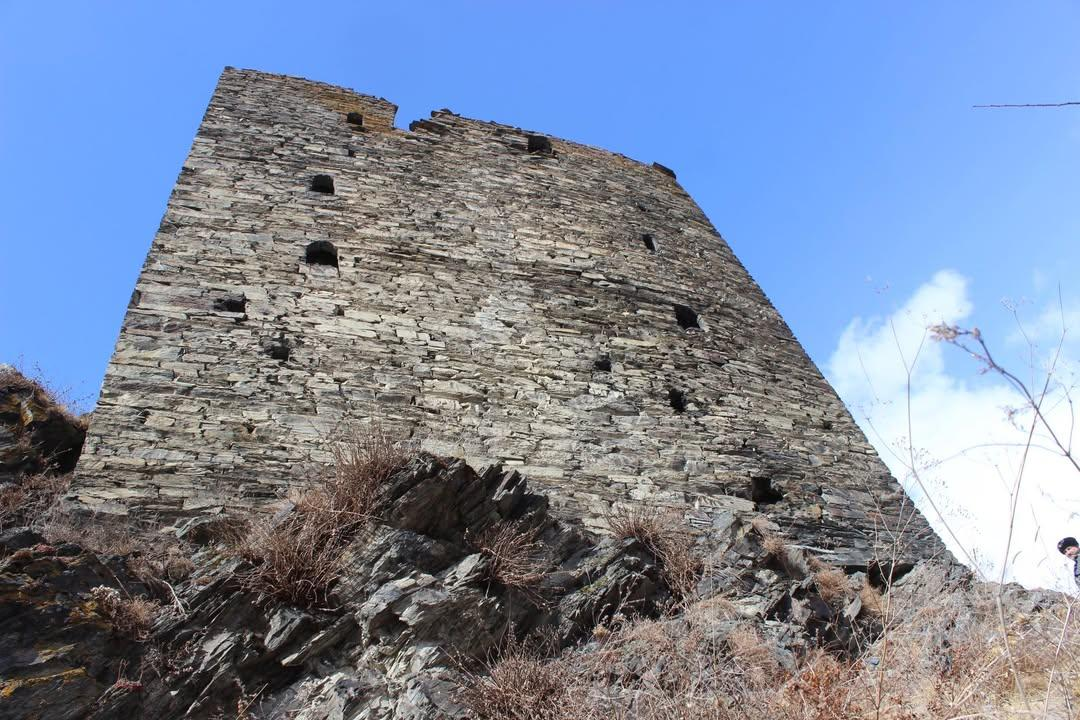
Полубоевая жилая башня
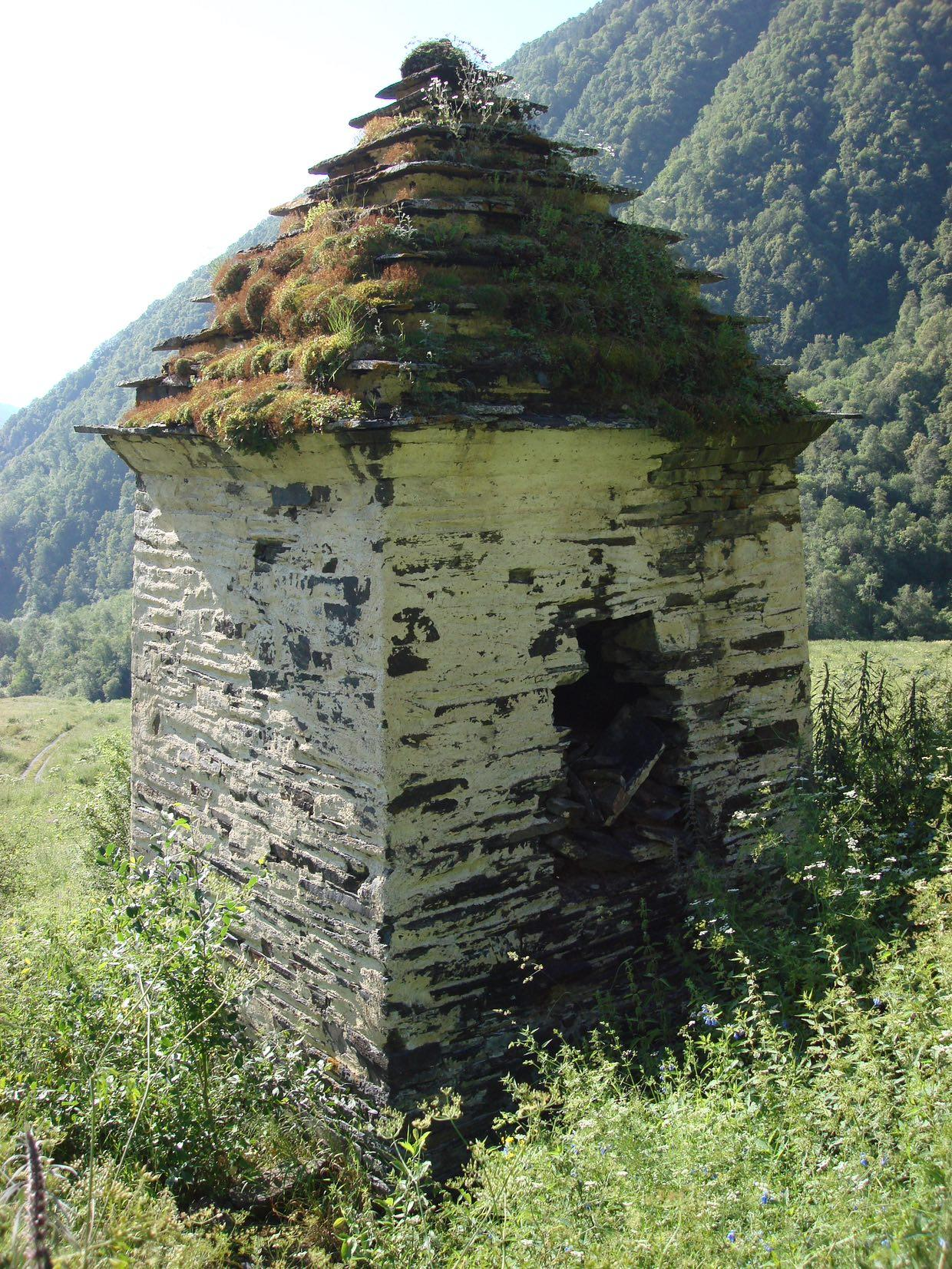
Средневековый склеп